# Hof des Deutschen Ordens (Lübeck)

Ordenskreuz

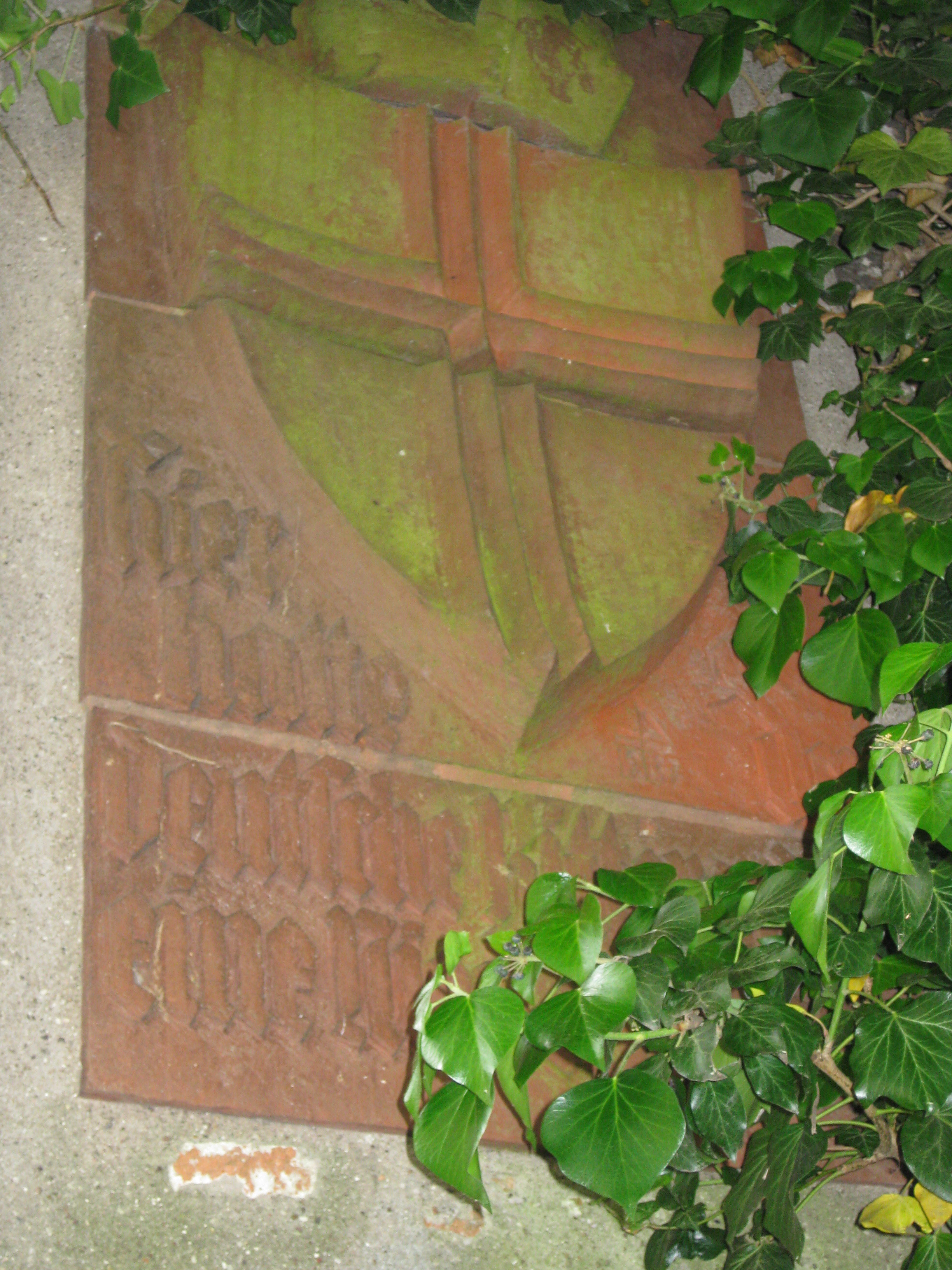
Erinnerungstafel an den Hof am Nachbarhaus, dem Kranen-Konvent

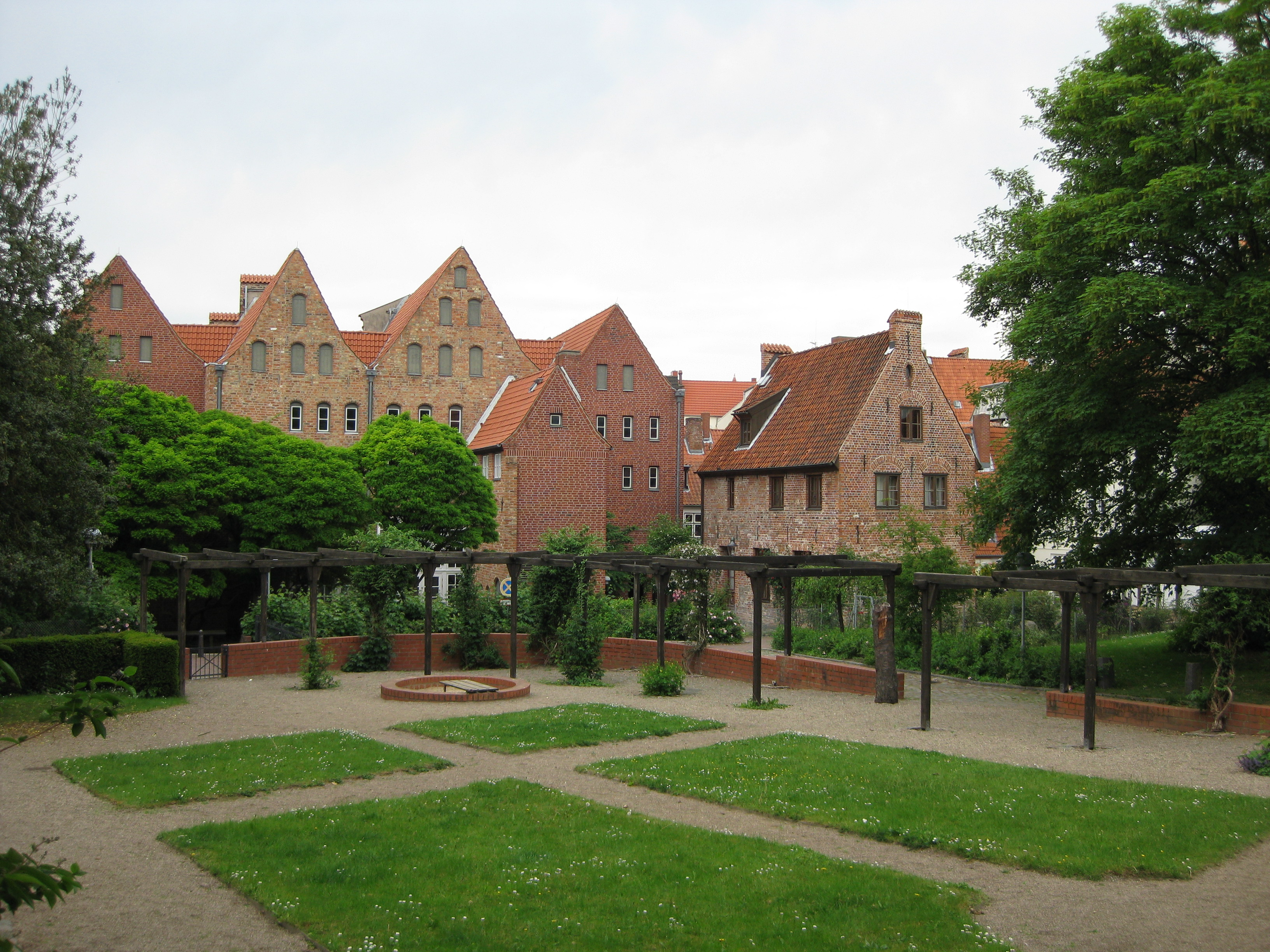
Ordenskreuz des Deutschen Ordens an der Stelle seiner Lübecker Niederlassung

Der Hof des Deutschen Ordens war dessen Niederlassung in der Hansestadt Lübeck in der Kleinen Burgstraße 20 der Lübecker Altstadt.

## Vorgeschichte
Der Deutsche Orden war beim  Dritten Kreuzzug von Kreuzfahrern aus Bremen und Lübeck bei der Belagerung von Akkon (1189–1191) gegründet worden. 1226 entwickelte einer der engsten Berater des Kaisers Friedrich II., der Hochmeister des Deutschen Ordens Hermann von Salza gestützt auf die Goldene Bulle von Rimini aus dem März des Jahres Siedlungspläne für das Baltikum, die in der Folge über den Lübecker Hafen mit Koggen abgewickelt wurden. Zwischen dem 14. und dem 21. Juni 1226 konnten die Lübecker Ratssendboten Johann von Bremen und Wilhelm Witte in der Reichsburg in „Borgo San Donnino“, dem heutigen Fidenza, mit dem Lübecker Reichsfreiheitsbrief die wichtigste Lübecker Verfassungsurkunde überhaupt entgegennehmen. Unter den aufgeführten Zeugen der Urkunde findet sich auch Hermann von Salza, der an der Reichsunmittelbarkeit Lübecks ein großes Interesse besaß.

## Geschichte
Entsprechend groß war die Niederlassung des Deutschen Ordens in Lübeck, die dem Hochmeister direkt unterstand und keine Komturei war, sondern domus bzw. curia genannt wurde. Der Hof des Deutschen Ordens wird im Lübecker Oberstadtbuch mehrfach erwähnt, nach einer Notiz des Lübecker Historikers Hermann Schröder schon in dem ältesten nicht mehr vorhandenen 1268 als domus militum Christi und 1358 als curia cruciferorum fratrum domus Teutonicae. 1391 wird auch die Lage genau angegeben: curia dominorum Theutonicorum in platea, qua itur a Coberch versus Predicatores. In dem 1318 angelegten so genannten ältesten Bürgermeisterbuch steht, zwar ohne Jahreszahl, doch der Handschrift nach mit Sicherheit in das Jahr 1318 zu setzen, die Bemerkung: Notandum, quod curia militum sita apud Oldenvere prope conventum baeginarnm dare consuevit annuatim ad talliam quatuor solidos denariorum, quos domini consules decreverunt relaxandos et quitos dimittendos ad instantiam ordinis militum predictorum. 1465 wird die Anlage Godesritterhus und Dat Dudesche Hus genannt. Wie das Bremer Ordens-Haus, gehörte es dem Livländischen Ordensmeister. Der Hochmeister Walter von Plettenberg überließ 1500 den Gebrauch des Hauses dem lübeckischen Bürger Heinrich Cornelius und dessen Erben auf hundert Jahre gegen die Verpflichtung, es zu unterhalten und Söldnern, die nach Livland ziehen wollten, darin so lange freie Herberge zu geben, bis sie eine Schiffsgelegenheit fänden. In diesem Zusammenhang ist auch die Aufnahmekapazität angesprochen:  ... wenn der Orden eine Anzahl Knechte, 100 oder 200, ins Land ziehen will, so sollen diese, so weit der Raum reicht, doch ohne den Wirth zu verdrängen, Aufnahme in dem Haus finden. Mit dem Niedergang des Deutschen Ordens durch die Reformation wurde das Haus für den Deutschen Orden weniger wichtig. Gegen Ablauf der Periode wusste der Lübecker Rat das Haus in seinen Besitz zu bringen und behielt es. Noch im Oberstadtbuch von 1592 wird das Gebäude des Deutschen Ordens Husa genannt, es war aber damals schon im Eigentum der Stadt.
1600 bewohnte der Stadthauptmann Jochim von Brandenstein das Ordenshaus. Von ihm forderten die Herzoge Friedrich und Wilhelm von Livland, Kurland und Semgallen als inzwischen weltliche Rechtsnachfolger des Deutschen Ordens es zurück und schickten einen Notar, um es zu übernehmen. Der Lübecker Rat unterband die Eigentumsumschreibung. Die Androhung einer gerichtlichen Klage seitens der Herzoge fruchtete nicht. Das Haus blieb städtisches Eigentum.
Als 1622 das alte St. Gertruden-Pocken- und Armenhaus abgerissen wurde, wurde dieser Stiftung als Ersatz das alte Ordenshaus vom Rat zu Eigentum überlassen, das von nun an Pockenhaus genannt wurde, während der Hof, auf dem es lag, den Namen Pockenhof erhielt. Das Grundstück verfügt mit dem Pottgang oder Pockenhofsgang über einen Durchgang zum Engelswisch als direktem Hafenzugang. 1806 stürzte das Haupthaus ein und wurde nicht wieder aufgebaut. Der Name Pockenhof hat sich noch heute erhalten.
Der Pockenhof wurde von der Grundstücks-Gesellschaft Trave, dem Sanierungsträger der Hansestadt Lübeck im Zuge der Stadtsanierung des gesamten Blocks 96 der Lübecker Stadtbildaufnahme zwischen Engelsgrube, Engelswisch, Große Altefähre und Kleiner Burgstraße mit Mitteln der Städtebauförderung saniert und ist heute Bestandteil des Weltkulturerbes Lübecker Altstadt.